# 东界站
东界站是厦门轨道交通3号线的地铁车站，位于中华人民共和国福建省厦门市翔安区肖厝南路与东界路交叉口地下。本站于2023年6月25日正式启用。

## 车站结构
本站为地下二层岛式车站。
| 地面层   | 出入口                               | 出入口                              |
| 地下一层 | 站厅                                 | 票务服务、客服中心、进出站闸机      |
| 地下二层 | 西行                                 | 3 往廈門火車站方向 （國際博覽中心） |
| 地下二层 | 岛式站台，列车运行方向左侧的车门开启 |                                     |
| 地下二层 | 東行                                 | 3 往蔡厝方向 （洪坑）               |

## 出入口信息
本站设1、3、4号（共3个）出入口。